# Maria Sanderová
Maria Sanderová (30. října 1924 Dinslaken – 12. ledna 1999 Niederwahn/ Much) byla západoněmecká atletka, která se narodila jako Maria Domagalaová. 

## Kariéra
Startovala hlavně v běhu na 100 metrů. V roce 1952 na Letních olympijských hrách v Helsinkách na 4 × 100 metrů získala stříbrnou medaili společně s Knabovou, Kleinovou a Petersenovou. Na stejných LOH získala v běhu na 80 metrů překážek bronzovou medaili.
Na mistrovství Evropy v Bernu v roce 1954 získala dvě stříbrné medaileː v pětiboji (4485 bodů) a v běhu 4x 100 metrů překážek. 
Při své výšce 1,65 m vážila 69 kg.
Závodní kariéru ukončila v roce 1956.